# Кедія-Маре
Кедія-Маре (рум. Chedia Mare) — село у повіті Харгіта в Румунії. Входить до складу комуни Шимонешть.
Село розташоване на відстані 226 км на північ від Бухареста, 58 км на захід від М'єркуря-Чука, 121 км на південний схід від Клуж-Напоки, 87 км на північний захід від Брашова.

## Населення
За даними перепису населення 2002 року у селі проживали 25 осіб, з них 24 особи (96,0%) угорців. Рідною мовою 24 особи (96,0%) назвали угорську.